# 聖奧斯特爾
聖奧斯特爾（英語：St Austell）是英格蘭的一個城鎮，也是康沃爾地區的主要城鎮之一。據2011年人口普查，聖奧斯特爾有人口19,958人。聖奧斯特爾附近主要景點有伊甸園計畫。